# Точечный диод

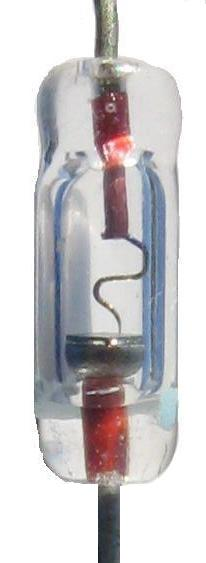
Точечный диод в стеклянном корпусе

То́чечный дио́д — полупроводниковый диод с очень малой площадью p-n-перехода, который образуется в результате контакта тонкой металлической иглы с нанесенной на неё примесью и полупроводниковой пластинки с определенным типом проводимости. С целью стабилизации параметров и повышения надёжности точечные диоды могут проходить электроформовку, для этого при изготовлении через диод пропускается импульс тока в несколько ампер и острие иглы вплавляется в кристалл.
Благодаря малой площади p-n-перехода, и как следствие маленькой ёмкости перехода, точечный диод обычно имеет предельную частоту около 300–600 МГц. При использовании более острой иглы без электроформовки получают точечные диоды с предельной частотой порядка десятков гигагерц. Недостатками точечного диода являются: большой разброс параметров, невысокая механическая прочность, невысокий максимальный ток и чувствительность к перегрузкам, обусловленные малой площадью p-n-перехода, конструктивная невозможность микроминиатюризации.
Точечные диоды очень широко применялись в радиотехнике до конца XX века. В современной электронике точечные диоды имеют очень ограниченное применение; в области СВЧ-техники их вытесняют диоды Шотки и pin-диоды, выполненные по плоскостным технологиям.

## История
Точечный диод был запатентован в 1906 г. Гринлифом Пиккардом как кристаллический детектор для радиосвязи. Первые точечные диоды были выполнены на природных кристаллах полупроводника и отличались нестабильными характеристиками. По мере освоения технологий и изучения физики полупроводников начали использоваться искусственно выращенные монокристаллы германия и кремния, а диоды стали выпускаться в виде компактных герметичных приборов. Значительный скачок технологий точечных диодов произошёл во время Второй мировой войны: это было связано с бурным развитием радиолокации и СВЧ-техники, где потребность в сверхвысокочастотных детекторных и смесительных приборах была очень высокой. Впоследствии точечные диоды стали широко применяться в радиоприёмниках и телевизорах, в импульсной и измерительной технике. С развитием микроэлектроники и технологий полупроводниковых приборов эра точечных диодов подошла к концу.

## Применение
Первые точечные диоды стали широко применять с 1920-х годов в детекторных радиоприёмниках в качестве амплитудных детекторов. Они имели открытую конструкцию, и оператор радиоприёмника при помощи специального контактного электрода с микрометрическим винтом искал «чувствительную точку» на поверхности кристалла, чтобы радиоприёмник заработал. Электродом служила тонкая металлическая спираль либо игла. В 1930-х годах было замечено, что точечные диоды способны работать на очень высоких частотах. Развитие теории полупроводников позволило создать очищенные монокристаллы вещества и изготавливать диоды в герметичных корпусах с достаточно хорошей повторяемостью параметров. Подобные диоды применялись в радиолокационной технике в качестве детекторов и смесителей сигнала, а также умножителей частоты. В послевоенное время был освоен массовый выпуск точечных германиевых диодов широкого применения, которые устанавливались во все виды электронной техники, включая и первые ЭВМ. Типичными представителями этого класса приборов в СССР являлись диоды Д2 и Д9 — их можно встретить почти в каждом транзисторном радиоприёмнике того периода. В СВЧ-технике обычно применялись точечные диоды в металлокерамических корпусах патронного типа, например, ДК-В1 или ДГ-С1, которые могли быть выполнены на кристаллах как германия, так и кремния. 
Небольшие размеры p-n-переходов обуславливают низкие предельно допустимые параметры точечных диодов и их чувствительность к электрическим перегрузкам. Небольшой разряд статического электричества или «прозвонка» обычным тестером могут ухудшить их параметры или полностью вывести из строя. При этом диодные свойства как таковые не всегда исчезают, но пропадает способность работать на высоких частотах или сильно возрастает уровень собственных шумов.

## Интересные факты
- В 20-х годах XX века среди радиолюбителей было широко распространено конструирование детекторных радиоприёмников. При этом точечный диод изготавливался самостоятельно. Для этого нужно было заказать по почте полупроводниковый кристалл и заострённый электрод. Перемещая электрод по поверхности кристалла, необходимо было найти оптимальную («чувствительную») точку.

- По точечной технологии производились не только диоды, но и транзисторы. Первый транзистор, изобретённый 23 декабря 1947 года, был точечной конструкции. Однако век таких транзисторов был недолог, так как они в ещё большей степени были подвержены тем же недостаткам, что и точечные диоды, при этом их частотный диапазон был гораздо ниже. Уже через 10 лет транзисторы стали производить по более совершенным сплавным и диффузным технологиям.

- Простейшим точечным диодом является конструкция из острия карандаша в соприкосновении с пластиной из нержавеющей стали (например, лезвием безопасной бритвы).